# أورثوسي (قمر)
القمر أورثوسي (بالإنجليزية: Orthosie)‏ المعروف أيضاً باسم المشتري الخامس والثلاثون (بالإنجليزية: Jupiter XXXV)‏ ، هو قمر طبيعي غير نظامي يتحرك بحركة تراجعية تابع لكوكب المشتري.
و ينتمي هذا القمر إلى مجموعة أنانك التي يعتقد أنها بقايا تفكك شمسي حيث أن جميعها بالتالي لها أصل مشترك.

## اكتشافه
تم اكتشافه من قبل فريق من علماء الفلك من جامعة هاواي بقيادة سكوت شيبارد في عام 2001 للميلاد، وتمت تسميته حينها مؤقتاً S/2001 J 9.
و من ثم تمت تسميته رسمياً في أغسطس من عام 2003 للميلاد نسبة إلى أورثوسي التي كان يعتقد بأنها إلهة الرخاء والرفاهية  وهي أيضاً واحدة منلحوريات اللواتي هن بنات زيوس وتيميس حسب الميثولوجيا الإغريقية.

## خصائصه
يبلغ قطر هذا القمر حوالي كيلومترين اثنين.ويدور حول كوكب المشتري على مسافة متوسطة تبلغ 20,568 ميغامتر في 602.619 يوماً، بزاوية ميل يبلغ قدرها 142 درجة في اتجاه (°143 من خط الاستواء في المشتري) حسب مسير الشمس مع شذوذ مداري يبلغ قدره 0.2433 .